# 精密國際AX338狙擊步槍
精密國際AX338（英語：Accuracy International AX338）是一款由英国槍械製造商精密國際所研製和生產的遠距離和大威力超級馬格南口徑狙击步枪，為精密國際AX系列的槍械之一，在2010年1月位於美国内华达州拉斯維加斯舉辦的（美國著名槍展）上首次對外展出。其前身為AW-338狙擊步槍。
而精密國際AXMC（英語：Accuracy International AXMC）是在精密國際AX338的設計上改進而成的模組化多口徑步槍，這意味著它可以通過轉換槍機、彈匣和槍管，將口徑由.338拉普麥格農（.338 Lapua Mag，8.6×70毫米或8.58×70毫米）改為.300溫徹斯特麥格農（.300 Win Mag，7.62×67毫米）和7.62×51毫米北約／.308溫徹斯特口徑。
精密國際AX338／AXMC預設發射.338拉普麥格農口徑步枪子彈，而使用的各個零部件都有其特定的尺寸，除此以外都不能夠與AW步槍系列的任何零部件作互換使用（就算是相同口徑都不能）。

## 歷史
精密國際AX338是以精密國際AWSM為藍本作大量改良的衍生型，研發目的是精密國際為了參與2009年1月15日由美国特種作戰司令部發表的精密狙擊步槍（簡稱：PSR）合同並作為其中一個.338口徑狙擊平台所驅使，同時以新型號替換原來的精密國際AWSM並且與其他槍械製造商所全新研製或既有型號的改進型進行競標。但最後在競標之中得標的是雷明登軍品分公司的雷明登MSR狙擊步槍。而雷明登MSR的品質嚴重不合格，被中標後命名為Mk 22先進狙擊步槍的巴雷特MRAD所取代則是後話。

## 設計細節
與精密國際AWSM相比，精密國際AX338／AXMC的旋转后拉式枪机顯得更長和更寬，彈匣內部空間的長度加長，可以讓任何在國際常設槍械測試委員會的最大容許總長度93.50毫米（3.681英吋）以內未損毀的.338拉普麥格農子彈都裝填於裡面。

### 槍機
精密國際AX338／AXMC的槍機體直径為22毫米（0.87英吋），而槍機主體、槍機頭、閉鎖環和槍管卡榫都被明顯地構建成更大強度以及更能夠承受更高的膛壓和溫度。因而與精密國際AWSM相比，AX338／AXMC具有較高的槍機推力安全性。槍機的構建有著明顯的改良，可以容許簡單的手工工具將槍機頭從槍機體上拆除。子彈／口徑可以通過更換一個槍機頭或是整個槍機裝配而改變。槍機的內部亦新增了一個全新的保險功能，能夠防止步槍在槍機閉鎖不完全以下射擊。一種改進自AW 7.62風格的板簧式抽殼鈎能夠增強槍機操作循環的可靠性。這個退殼鉤零件可以從槍機上移除，並可在以子彈頭為工具協助以下重新裝上槍機。

### 槍管
精密國際AX338／AXMC的槍管線程直徑有所擴大，而對於AX338／AXMC而言亦是獨一無二。AX338／AXMC配備了一根長達27英吋（685.8毫米）、.338英吋（8.6毫米）口徑自由浮動式縱向長型凹槽槍管作為其標準槍管，這種既能夠減輕重量也增加了剛性，而且提高了散熱效率；而自由浮動式槍管除了與機匣連接外，與整個前托都不接觸。其他的槍管長度、口徑和膛線纏距亦可供用戶作為選項。

### 擊發機構
精密國際AX338／AXMC的兩道火扳機裝上了新型扳機套，可以向前和向後移13毫米（0.5英吋）調節。扳機扣力從1.5—2.0公斤（3.3～4.4磅力，或是15～20牛頓）之間可調。

### 手槍握把
在底座下方的手槍握把為了進一步提升其人機工效，握把使用了模塊化設計以適應個別需要，可以換裝可更換式後方握把片（小、中和大）；搭配可移動式扳機套使扳機進行調整，以適合不同射手的身材。

### 護木
精密國際AX338／AXMC採用經過修改的比賽型外部底盤槍托連護木前端的自由浮動式八角形前托管系統，具有330.2毫米（13英吋）與406.4毫米（16英吋）兩種長度選擇。它除了包覆著自由浮動式槍管以外，並為使用者於多個方向（除了頂部）預留了可以轉移其位置或是拆除的MIL-STD-1913戰術配件導軌片的連接點，以便安裝前握把、兩腳架（例如哈里斯兩腳架）、戰術燈或雷射瞄準器。戰術配件導軌片除了有數個長度可供選擇以外，與機匣頂部的戰術導軌同樣的是同樣有平頂、20角分和30角分選項。包裹槍管的管狀前托的另一個優點是減少槍管發熱產生的上升空氣導致光學瞄準鏡影像產生的扭曲現象，因此不需要像一些狙擊步槍以一條長織帶遮蔽在槍管上方的方式解決海市蜃楼的問題。護木下方、MIL-STD1913戰術配件導軌片連接點後端具有一個前持式前護木握塊，握塊上具有四條直向手指凹槽，用途與傳統護木一樣，用以增加非握把手在握持握護木時的舒適度。安裝在底座尾部的槍托具有連拇指孔型或手槍握把型兩個配置選擇。

### 槍托
精密國際AX338／AXMC的槍托底部裝有以支架調節高度的後腳架（英語：Butt spike），其最大伸展長度為115毫米（4.5英吋），並可以選擇不具備這零件。槍托裝有一個內部調節高度與左右和以內六角扳手作為調節支架長度的槍托底板（英語：Buttplate）作為其標準部件，並可以選擇並可以選擇固定式或是安裝一個以按鈕作為調節手法的可快速調節式槍托底板；槍托底板並具有10毫米（0.39英吋）與20毫米（0.79英吋）兩種長度選擇，其最短的可選擇槍托底板的長度與AICS槍托一樣能稍微減少全槍長度，以方便在穿著厚厚的衣服或是避彈衣以下使用。槍托裝有一個內部調節左右和以內六角扳手作為調節支架（連內置彈簧）高度的托腮板作為其標準部件，並可以選擇安裝一個以按鈕作為調節手法的可快速調節式托腮板。槍托右側備有槍背帶環，槍托底部可以選擇裝上一條MIL-STD-1913戰術導軌。槍托亦具有固定型與可摺疊型選擇，可摺疊型在不使用時或攜行時可以向左折疊以縮短全長。

### 供彈方式
精密國際AX338／AXMC採用新型10發可拆卸式雙排不鏽鋼製彈匣供彈，同時裝有經過改良的彈匣插座。相對於大多數.338 口徑栓式狙擊步槍的5發彈匣而言，AX338提高了火力持續性。這新型钢製彈匣不能裝上AWSM的彈匣插座，而AWSM的5發彈匣亦不能裝上AX338／AXMC的彈匣插座。

### 瞄準具及附件
精密國際AX338／AXMC沒有內置機械瞄具，用戶必須利用其機匣頂部所設有的一條全長式MIL-STD-1913戰術導軌安裝日間／夜間望遠式狙擊鏡、光学瞄准镜、反射式瞄準鏡、全息瞄準鏡、棱鏡式瞄準鏡、夜視儀、热成像仪和／或以戰術導軌安裝的機械瞄具作為AX338的瞄準具，亦可以使用流行的前後串連式安裝配置模式擴大瞄準具附件的加裝應用模式。AX338／AXMC的另外一個可選擇使用的功能，就是在頂部的MIL-STD-1913戰術導軌具有平頂、20角分和30角分的向前傾斜角度選項，可以讓AX338／AXMC的極端遠距離射擊能力極大化。

## AX AICS
AX AICS（英語：Accuracy International Chassis System，意為：精密國際公司底盘系统）槍托／護木組件亦與精密國際AX338／AXMC同時研製，與AICS槍托一樣可把北美流行的各种短或長槍機及標準或麥格農口徑雷明登700步枪都更换到AX系列的枪托上，相比AICS槍托，其槍托／護木組件都採用全新設計，可以快速拆卸和安裝。槍托／護木組件前部帶有一段採用浮置式設計的全尺寸護木式MIL-STD-1913戰術導軌。AX AICS槍托／護木組件同樣有黑色、橄欖色和沙色三種顏色可以選擇。

## 衍生型

### 精密國際AX308
精密國際AX308（英語：Accuracy International AX 308）是精密國際AX338的7.62×51毫米北約／.308 Winchester口徑版本，使用一個更小的短槍機，槍機體直径為20毫米（0.79英吋）。

### 精密國際AX50
精密國際AX50（英語：Accuracy International AX 50）是精密國際AX338的12.7×99毫米北約口徑（.50 BMG）版本，使用一個更大的廷長槍機，槍機體直径為30毫米（1.18英吋）。

### 精密國際AT
精密國際AT（英語：Accuracy International Accuracy Tactical）是AX系列的廉價警用型版本。

## 使用者
- 白俄羅斯
  - 白羅斯共和國國家安全委員會阿爾法小組
- 比利时
  - 比利時國防軍
  - 比利時聯邦警察（英语：Belgian Federal Police）
- - 國家調查及保護局（英语：State Investigation and Protection Agency）
- 丹麦
  - 丹麥國防軍
- 法國
  - 法國特種作戰司令部（英语：Special Operations Command (France)）
  - 國家憲兵干預組
- 德国
  - 德國聯邦國防軍：命名為G22A2，正逐步取代原來的G22。
- 義大利
  - 義大利海軍潛水員與突襲兵司令部（英语：Comando Raggruppamento Subacquei e Incursori Teseo Tesei）
- - 肯尼亞國防軍
- 拉脫維亞
  - 拉脫維亞國家武裝部隊
- 立陶宛
  - 立陶宛武裝部隊
- 荷蘭
  - 荷蘭武裝部隊
- 葡萄牙
  - 葡萄牙武裝部隊
  - 治安警察局（英语：Polícia de Segurança Pública）
- 中華民國
  - 中華民國陸軍特種部隊
  - 中華民國海軍陸戰隊特勤隊
- 俄羅斯[12]
  - 俄羅斯聯邦安全局特別用途中心
- 西班牙
  - 西班牙武裝部隊
- 乌克兰
  - 烏克蘭武裝部隊
- 英国
  - 英國特種部隊

## 流行文化

### 电影
- 2015年—：出現在隱藏的皇家“附件”房。

### 電子遊戲
- 2017年—《逃離塔科夫》

## 資料來源
1. ↑  .   [2010-05-23]. （原始内容存档于2010-07-29）.
2. ↑  .   [2012-01-01]. （原始内容存档于2009-07-04）.
3. ↑  .   [2012-01-01]. （原始内容存档于2012-03-09）.
4. ↑  Curtis, Rob. . Gearscout blog. Military Times. 7 March 2013  [9 March 2013]. （原始内容存档于2013-03-14）.
5. ↑  .   [2020-08-05]. （原始内容存档于2020-08-22）.
6. 1 2 3 4 5  .   [2012-12-23]. （原始内容存档于2012-03-11）.
7. 1 2 3   (PDF).   [2010-05-23]. （原始内容 (PDF)存档于2010-07-02）.
8. ↑  Accuracy International AX Archive.today的存檔，存档日期2012-07-01
9. ↑  Accuracy International AICS AX Archive.today的存檔，存档日期2012-07-01
10. ↑   (PDF).   [2011-11-05]. （原始内容 (PDF)存档于2012-04-24）.
11. ↑   (PDF).   [2011-11-05]. （原始内容 (PDF)存档于2012-04-24）.
12. ↑  .   [2020-10-10]. （原始内容存档于2021-01-28）.

## 外部連結
- （英文）—精密國際官方頁面
- （英文）—說明手冊
- （英文）—Modern Firearms—Accuracy International AI AX 308 and AXMC Multi-caliber Sniper Rifle （页面存档备份，存于）
- （英文）—Hinterland Outfitters.com—Accuracy International AX Sniper Rifle AX338, 338 Lapua Mag, Bolt-Action, 27 in Fluted Muzzle Break BBL, Blue Finish, 5 Rd
- （英文）—Mile High Shooting Accessories—Accuracy Int. AX Series MILE HIGH SHOOTING ACCESSORIES[永久]
- （英文）—The Firearm Blog.com—Accuracy International AX338 and AX AICS （页面存档备份，存于）
- （英文）—Tactical Life.com—ACCURACY INTERNATIONAL AX .338 LAPUA （页面存档备份，存于）
- （英文）—GunBlog.com—Accuracy Internation AX338 （页面存档备份，存于）
- （英文）—YouTube上的Accuracy International Introduces the AX338 Sniper Rifle
- （英文）—YouTube上的2011 ACCURACY INTERNATIONAL AX7.62x51 AX338LM AX300AI AX50
- （简体中文）—D Boy Gun World（槍炮世界）—AXMC狙击步枪（原為AX338狙击步枪） （页面存档备份，存于）